# Kobe Franklin
Kobe Franklin, né le 10 mai 2003 à Toronto, en Ontario au Canada, est un joueur canadien de soccer. Il joue au poste d'arrière droit au Toronto FC en MLS.

## Biographie

### En club
Né à Toronto, en Ontario au Canada, Kobe Franklin joue pour le Chicago Fire avant de rejoindre le Toronto FC, où il poursuit sa formation. Le 13 mai 2021 il est intégré à l'équipe réserve du club et signe un premier contrat. 
Le 1er avril 2022, Franklin est intégré pour la première fois à l'équipe première de Toronto.
Le 4 mai 2022, il fait sa première apparition en équipe première lors d'une rencontre de MLS contre le FC Cincinnati. Il entre en jeu et son équipe s'incline par deux buts à zéro,.
Franklin marque son premier but pour Toronto le 4 août 2024, à l'occasion d'une rencontre de Leagues Cup 2024 face au CF Pachuca. Entré en cours de jeu, il marque le but vainqueur de son équipe (1-2 score final),,.

### En sélection
Kobe Franklin représente l'équipe du Canada des moins de 17 ans. Avec cette sélection il est retenu pour participer à la coupe du monde des moins de 17 ans en 2019.